# Sebastián Losada Bestard
Sebastián Losada Bestard (nascut a Madrid el 3 de setembre de 1967) és un futbolista madrileny ja retirat, que jugava com a davanter.

## Carrera
Format al planter del Reial Madrid, va debutar amb el primer equip al setembre de 1984, en partit contra l'Sporting de Gijón. Tot i això, no va fer-se un lloc a l'equip blanc i va marxar cedit al RCD Espanyol la 87/88, on va fer el seu millor any, amb 8 gols en 28 partits. Va formar part de l'equip perico que va pedre la final de la UEFA d'eixe any.
Després de tornar al Reial Madrid, la manca d'oportunitats fan que siga traspassat, aquesta vegada a l'Atlètic de Madrid, on només va jugar 9 partits, i va marcar un gol. La campanya següent, la 92/93, a les files del Sevilla FC, encara va ser pitjor: solament tres partits.
El 1993 fitxa pel Celta de Vigo, el club amb el qual més partits disputaria a Primera, fins a 53 en les dues temporades que hi va estar, amb 12 gols assolits. Al final de la temporada 94/95 i amb només 27 anys, es va retirar del futbol, al·legant manca de motivació.
El 2004 va disputar la carrera per la Presidència de la Federació Espanyola de Futbol.

## Selecció
Losada va jugar un partit amb la selecció espanyola de futbol, el gener de 1995 contra l'Uruguai. Però, va tenir cert èxit amb les seleccions inferiors. Amb la juvenil va estar present al Mundial de la categoria (1985).